# Kavján
El kavján (en búlgaro: Кавхан; según algunos historiadores  que debe ser leído como kapján, otros prestan atención al hecho de que en la mayoría de las fuentes bizantinas se escribe como Kauján) era uno de los funcionarios más importantes durante el Primer Imperio búlgaro. Según la opinión generalmente aceptada, fue la segunda persona más importante del estado después del rey de Bulgaria. Tenía una serie de enormes responsabilidades y poderes autoritarios. El kavján era el comandante en jefe del ejército búlgaro y uno de los diplomáticos primarios en el estado. Era un miembro del Consejo Boyardo y uno de los asesores más importantes para el gobernante de Bulgaria, el kavján a veces era su regente o cogobernante. El kavján era un alto magistrado y sustituía al gobernante cuando este estaba ausente de la capital. También se le atribuye haber sido un juez.